# Geron nigripes
Geron nigripes är en tvåvingeart som beskrevs av Joseph Hannum Painter 1932. Geron nigripes ingår i släktet Geron och familjen svävflugor. Inga underarter finns listade i Catalogue of Life.